# Haisujärvi (Korpilombolo socken, Norrbotten, 742626-181804)
Haisujärvi är en sjö i Pajala kommun i Norrbotten och ingår i Kalixälvens huvudavrinningsområde. Sjön har en area på 0,0814 kvadratkilometer och ligger 150 meter över havet.

## Delavrinningsområde
Haisujärvi ingår i det delavrinningsområde (742890-181610) som SMHI kallar för Inloppet i Teurajärvi. Medelhöjden är 162 meter över havet och ytan är 55,57 kvadratkilometer. Räknas de 25 avrinningsområdena uppströms in blir den ackumulerade arean 510,6 kvadratkilometer. Teurajoki (Jierijoki) som avvattnar avrinningsområdet har biflödesordning 2, vilket innebär att vattnet flödar genom totalt 2 vattendrag innan det når havet efter 145 kilometer. Avrinningsområdet består mestadels av skog (69 procent) och sankmarker (25 procent). Avrinningsområdet har 0,23 kvadratkilometer vattenytor vilket ger det en sjöprocent på 0,4 procent.